# Апсурдни експеримент
„Апсурдни експеримент” је предстојећи српски трилер филм, чија премијера треба да буде 2024. године. Режирао га је Бошко Илић који је написао и сценарио.

## Улоге
| Глумац                  | Улога |
| ----------------------- | ----- |
| Бранка Катић            |       |
| Небојша Глоговац        |       |
| Срђан Жика Тодоровић    |       |
| Ђурђа Стојиљковић       |       |
| Предраг Мики Манојловић |       |
| Никола Ђуричко          |       |
| Мирјана Карановић       |       |
| Лазар Ристовски         |       |
| Катарина Жутић          |       |
| Бранислав Лечић         |       |
| Наташа Нинковић         |       |
| Вук Костић              |       |
| Тара Јевросимовић       |       |
| Мирка Васиљевић         |       |
| Петар Божовић           |       |

Остале улоге ▼
| Глумац                 | Улога |
| ---------------------- | ----- |
| Војислав Воја Брајовић |       |
| Гордан Кичић           |       |
| Радивоје Буквић        |       |
| Нина Сеничар           |       |
| Милош Биковић          |       |
| Нина Јанковић          |       |
| Сергеј Трифуновић      |       |
| Мина Совтић            |       |
| Хана Селимовић         |       |
| Лука Мијатовић         |       |
| Војин Ћетковић         |       |
| Јелисавета Орашанин    |       |
| Драган Мићановић       |       |